# Kiiu
Kiiu är en småköping i Estland. Den ligger i Kuusalu kommun och i landskapet Harjumaa, 40 km öster om huvudstaden Tallinn. Antalet invånare var 794 år 2011.
Kiiu ligger 41 meter över havet och terrängen runt orten är platt. Runt Kiiu är det mycket glesbefolkat, med 5 invånare per kvadratkilometer. Närmaste större samhälle är Kehra, 12 km söder om Kiiu. I omgivningarna runt Kiiu växer i huvudsak blandskog.